# Unión Nacional Opositora (1989)
La Unión Nacional Opositora (UNO) fue una coalición de partidos políticos de Nicaragua liderada por Violeta Barrios, que se formó en 1989 para derrotar al presidente Daniel Ortega y su partido, el Frente Sandinista de Liberación Nacional (FSLN), en las elecciones del 25 de febrero de 1990. Tomó el nombre de la antigua Unión Nacional Opositora que había liderado durante 1966 y 1967 el difunto marido de Barrios, Pedro Joaquín Chamorro Cardenal, y que se enfrentó electoralmente al dictador Anastasio Somoza Debayle.

## Historia

### Surgimiento
En 1989, el Partido Social Demócrata (PSD) y el Partido Popular Social Cristiano (PPSC), sirven como ejes aglutinadores de la oposición y con el respaldo de los Estados Unidos, resurge la Unión Nacional Opositora (UNO) con el objetivo de derrotar en las elecciones del 25 de febrero de 1990 al FSLN que mantenía en la presidencia del gobierno a Daniel Ortega Saavedra que optaba por la reelección. La coalición fue fundada oficialmente el 6 de junio de 1989, y su reglamento fue aprobado el 20 del mismo mes.
Estaba formada por 14 partidos entre liberales, conservadores, demócratacristianos, socialcristianos, socialdemócratas, socialistas y comunistas:
| Partido político                           | Orientación     | Líder                      |
| ------------------------------------------ | --------------- | -------------------------- |
| Alianza Popular Conservadora               | derecha         | Miriam Argüello Morales    |
| Movimiento Democrático Nicaragüense        | centro          | Roberto Urroz Castillo     |
| Partido de Acción Nacional                 | centro          | Eduardo Rivas Gasteazoro   |
| Acción Nacional Conservadora               | derecha         | Hernaldo Zúñiga Montenegro |
| Partido Comunista de Nicaragua             | izquierda       | Elí Altamirano             |
| Partido Conservador Nacional               | derecha         | Silviano Matamoros Lacayo  |
| Partido Democrático de Confianza Nacional  | centro          | Agustín Jarquín Anaya      |
| Partido Integracionista de América Central | centro          | Alejandro Pérez Arévalo    |
| Partido Neoliberal                         | centro          | Andrés Zúñiga Mercado      |
| Partido Liberal Constitucionalista         | derecha         | José Somarriba             |
| Partido Liberal Independiente              | centro          | Virgilio Godoy Reyes       |
| Partido Popular Social Cristiano           | centro          | Luis Humberto Guzmán       |
| Partido Social Demócrata                   | centroizquierda | Guillermo Potoy            |
| Partido Socialista Nicaragüense            | izquierda       | Gustavo Tablada Zelaya     |
| Fuente: CountryData                        |                 |                            |

Los candidatos a la presidencia y vicepresidencia eran respectivamente Violeta Barrios de Chamorro (conservadora y viuda de Pedro Joaquín Chamorro Cardenal) y Virgilio Godoy Reyes (liberal independiente), nominados el 2 de septiembre de 1989. Silviano Matamoros y Guillermo Potoy Angulo, dirigieron el Instituto de Promoción y Capacitación electoral (IPCE) de la UNO, además de la Tesorería de la campaña.
La UNO quedó en la casilla número 1 y el FSLN en la casilla 5 de las boletas electorales para presidente y vicepresidente, representantes y concejales municipales (estos elegirían al alcalde de cada municipio), pues no se les elegía de forma directa como se hace ahora. El nuevo lema de la UNO era: UNO es el cambio, UNO es el pueblo, UNO somos todos, UNO es el país y dicha coalición se puede comparar con la oficialista Concertación de Partidos por la Democracia, de Chile.

### Elecciones de 1990

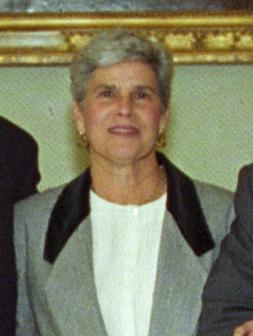
Violeta Barrios, viuda de Chamorro, fue la candidata de la UNO a la presidencia de Nicaragua.

Después de una dura campaña electoral en la que hubo algunos incidentes entre los partidarios de ambas organizaciones políticas, se hicieron los respectivos cierres de campaña. El domingo 18 de febrero de 1990, durante la mañana, se efectuó el cierre de campaña de la UNO en la Plaza de la Revolución  (antes plaza la República), en Managua (el mismo lugar donde se dio la manifestación del 22 de enero de 1967);  Violeta Chamorro, vestida de blanco, fue recibida al entrar a esa plaza con el grito repetitivo de "Violeta, Violeta, Violeta..." y en su discurso dijo la frase: "Las dictaduras del somocismo y el marxismo-leninismo hoy terminaron".
Tres días después, el miércoles 21 de febrero –56 aniversario del asesinato del general Augusto C. Sandino– en la Plaza Parque Carlos Fonseca Amador (actual Plaza de la Fe Juan Pablo II) se dio la manifestación nocturna del FSLN con cerca de medio millón de asistentes. En ella hablaron Daniel Ortega y Sergio Ramírez Mercado, candidatos a la presidencia y vicepresidencia respectivamente. Los lemas del FSLN eran: El 25 en la 5; Así, así, así se vota aquí y Ganamos todo será mejor, los cuales aparecían en el diario Barricada (órgano de comunicación del FSLN) y El Nuevo Diario.
El 25 de febrero de 1990 se efectuaron las elecciones; las encuestas decían que ganaría el FSLN con más de la mitad de los votos, sin embargo en la madrugada del día siguiente 26 de febrero el Consejo Supremo Electoral anunció que la Unión Nacional Opositora ganó con el 54% de los votos (777 522), el FSLN tuvo el 40% (579 886), el Movimiento de Unidad Revolucionaria (MUR) 1,10% (16 751) y el resto los otros partidos 1,9%, o sea 28 816. El Presidente Daniel Ortega reconoció públicamente su derrota al felicitar a Violeta Barrios de Chamorro; 2 días después el 27 de febrero empezaron las negociaciones entre el FSLN y la UNO con la participación del expresidente de Estados Unidos Jimmy Carter, João Clemente Baena Soares (Secretario General de la Organización de Estados Americanos) y Elliot Richardson, representante del Secretario General de las Naciones Unidas.
Entre otras cosas se acordó la permanencia del general Humberto Ortega Saavedra como comandante en jefe del EPS, la reducción de este y el desarme de la Contra; las negociaciones terminaron el 27 de marzo llamándose Protocolo de Transición, por el cual 8 de los 14 partidos de la UNO se negaron a asistir a la toma de posesión. La Resistencia Nicaragüense (RN) (principal grupo Contra) terminó de desarmarse el 27 de junio del mismo año en el municipio de El Almendro del departamento de Río San Juan, ante los delegados de la ONU y la OEA.
La UNO quedó con 51 representantes, el FSLN 39 representantes, el MUR 1 y el Partido Social Cristiano (PSC) con 1. La toma de posesión de Violeta Barrios de Chamorro se verificó 2 meses después el 25 de abril del mismo año en el Estadio Rigoberto López Pérez (actualmente Estadio Nacional Dennis Martínez). Al acto asistieron como invitados especiales los presidentes de El Salvador, Panamá y Venezuela Alfredo Cristiani, Guillermo Endara y Carlos Andrés Pérez, respectivamente, el expresidente del gobierno de España, Adolfo Suárez y el canciller, Francisco Fernández Ordóñez, y el Vicepresidente de los Estados Unidos Dan Quayle, en representación del entonces presidente George H. W. Bush, quienes fueron abucheados por los partidarios del FSLN en dicho acto.

### Desintegración
La alianza, que se construyó con el amparo de los EE. UU. con el objetivo de desalojar del poder al FSLN, entró en crisis la noche antes de la toma de posesión el 25 de abril de 1990. Violeta Chamorro y su yerno Antonio Lacayo Oyanguren, que había sido el jefe de campaña de la UNO y sería el ministro de la Presidencia del nuevo ejecutivo, lideraron una de las partes.
El denominado "Grupo de Centro" se mantuvo a Violeta Chamorro y Antonio Lacayo, mientras que otro grupo que se conformó como una fuerza de oposición al gobierno. El gobierno de Violeta Chamorro logró finalizar la legislatura realizando acuerdos puntuales, unas veces con sus antiguos aliados y otras con el FSLN.
En 1992 3 partidos de la coalición oficialista APC, ANC y PCN anunciaron que formarían el Partido Conservador Nacionalista (PCN) para las elecciones del 20 de octubre de 1996, las cuales ganó la Alianza Liberal (AL) de Arnoldo Alemán, que había sido alcalde de Managua entre los 1990 y 1995 y sería Presidente de Nicaragua de 1997 a 2002. Ese mismo año los partidos PPSC y PDC se fusionaron y formaron la Unión Demócrata Cristiana (UDC).
En agosto de 1993 un grupo de contras que no habían dejado las armas, denominados "recontras", secuestran en la localidad de Cailatú en Quilalí en  Nueva Segovia a varios diputados sandinistas y funcionarios estatales pidiendo para su liberación las dimisiones de Humberto Ortega Saavedra como jefe del ejército y responsable de la Dirección de Seguridad del Estado (DGSE) y del ministro de la Presidencia Antonio Lacayo Oyanguren. El 20 de agosto un grupo de sandinistas armados secuestran en Managua a varios dirigentes de la UNO, entre ellos el vicepresidente de la República Virgilio Godoy Reyes, como respuesta a la acción de la "recontra". El 25 de agosto de forma pacífica terminan ambos secuestros.
Finalmente la UNO se disolvió, de ella nacieron varias coaliciones políticas como la Alianza Liberal (AL) y la Alianza PLC.